# Выборково (Нижегородская область)
Вы́борково — деревня в Павловском районе Нижегородской области. Входит в состав Варежского сельсовета.

## География
Расположена в лесной местности на северо-востоке Мещерской низменности на первой надпойменной террасе реки Оки, у реки Ружа, к северу от региональной автодороге 22К-0125. 

## История
Деревня впервые упоминается в писцовых книгах 1629-30 годов в числе вотчинных деревень Ивана Никитича Романова, в ней было 21 двор крестьянский и 6 бобыльских. В окладных книгах 1676 года деревня в составе Арефинского прихода, в ней было 26 дворов крестьянских и 2 бобыльских.
В конце XIX — начале XX века деревня входила в состав Арефинской волости Муромского уезда Владимирской губернии. В 1859 году в деревне числилось 48 дворов, в 1905 году — 64 дворов, в 1926 году — 88 дворов.
С 1929 года деревня являлась центром Выборковского сельсовета Павловского района Горьковского края, с 1931 года — в составе Большечирьевского сельсовета, с 1936 года — в составе Горьковской области, с 1952 года — в составе Варежского сельсовета.

## Население
| 1859 | 1905 | 1926 | 2002 | 2010 |
| ---- | ---- | ---- | ---- | ---- |
| 336  | ↗369 | ↗419 | ↘3   | ↗4   |

## Инфраструктура
Личное подсобное хозяйство с зоной сельскохозяйственного использования, индивидуальная застройка усадебного типа.

## Транспорт
Деревня доступна автотранспортом.